# The Remedy
«The Remedy» — седьмой студийный альбом американской R&B группы Boyz II Men, изданный в Японии 25 октября 2006 года и в Соединённых Штатах Америки 14 февраля 2007 года только посредством интернет продаж, которые составили более 1 000 000 копий альбома на территории Северной Америки. Также была доступна версия альбома в формате CD, которую можно было купить на официальном сайте группы.

## Об альбоме
The Remedy стал второй студийной работой с новым материалом, записанным Boyz II Men после ухода из квартета Michael McCary в 2003 году. Первым синглом альбома стала песня «Muzak».
Одним из участников группы было упомянуто о работе над новым альбомом, который не будет являться продолжением «The Remedy». Новый диск должен быть издан позже, ближе к концу 2007 года. Позже слова были подтверждены выходом кавер-альбома «Motown: A Journey Through Hitsville USA» в 2007 году.

## Список композиций
1. «Muzak» — 4:05
2. «Gonna Have» — 4:23
3. «Here I Come» — 4:37
4. «The Perfect Love Song» — 4:05
5. «Misunderstanding» — 3:57
6. «Boo’ed Up» — 4:03
7. «You Don’t Love Me» — 3:46
8. «The Last Time» — 3:37
9. «Just Like Me» — 3:55
10. «Crush» — 3:44
11. «Ego» — 3:50
12. «Morning Love» — 4:44
13. «Muzak» (при участии Atsushi из группы Exile) — 4:02 (Бонус-трек для Японии)

## Хронология релиза
| Страна                    | Дата                 |
| ------------------------- | -------------------- |
| Япония                    | 25 октября 2006 года |
| Соединённые Штаты Америки | 14 февраля 2007 года |